# Abdal Hamide ibne Iáia
Abdal Hamide ibne Iáia (m. 750) foi um escritor árabe. Também foi um dos criadores da prosa na língua árabe.